# 8. Szaturnusz-gála
A 8. Szaturnusz-gála az 1980-as év legjobb filmes és televíziós sci-fi, horror és fantasy alakításait értékelte. A díjátadót 1981 júliusában tartották Kaliforniában.

## Győztesek és jelöltek

### Film
Forrás:
| Legjobb sci-fi film | Legjobb fantasyfilm |
| --- | --- |
| - Star Wars V. rész – A Birodalom visszavág - Változó állapotok - Csata a csillagokon túl - Végső visszaszámlálás - Flash Gordon | - Valahol, valamikor - A kék lagúna - A kilencedik alakzat - Oh, God! Book II - Popeye |
| Legjobb horrorfilm | Legjobb nemzetközi film |
| - Az üvöltés - Gyilkossághoz öltözve - Fade to Black - A köd - Ragyogás | - Agyfürkészők - Terror Train - Harlequin - III. Lupin: Cagliostro kastélya - Az elcserélt gyermek |
| Legjobb kis költségvetésű film | |
| - Scared to Death - Tiltott zóna - Human Experiments - Elmebeteg - Ms. 45 - A bosszú angyala | |
| Legjobb férfi főszereplő | Legjobb női főszereplő |
| - Mark Hamill – Star Wars V. rész – A Birodalom visszavág (Luke Skywalker) - Christopher Reeve – Valahol, valamikor (Richard Collier) - Dennis Christopher – Fade to Black (Eric Binford) - Kirk Douglas – Végső visszaszámlálás (Matthew Yelland kapitány) - Alan Arkin – Simon (Simon Mendelssohn)    | - Angie Dickinson – Gyilkossághoz öltözve (Kate Miller) - Jamie Lee Curtis – Terror Train (Alana Maxwell) - Louanne – Oh, God! Book II (Tracy Richards) - Jane Seymour – Valahol, valamikor (Elise McKenna) - Ellen Burstyn – Feltámadás (Edna Mae McCauley) |
| Legjobb férfi mellékszereplő | Legjobb női mellékszereplő |
| - Scatman Crothers – Ragyogás (Dick Hallorann) - Max von Sydow – Flash Gordon (Ming császár) - Martin Gabel – Az első halálos bűn (Christopher Langley) - Melvyn Douglas – Az elcserélt gyermek (Joseph Carmichael) - Billy Dee Williams – Star Wars V. rész – A Birodalom visszavág (Lando Calrissian) | - Eve Brent – Fade to Black (Stella Binford) - Nancy Parsons – Motel Hell (Ida Smith) - Eva Le Gallienne – Feltámadás (Pearl) - Stephanie Zimbalist – Ébredés (Margaret Corbeck) - Linda Kerridge – Fade to Black (Marilyn O'Connor)                         |
| Legjobb rendező | Legjobb forgatókönyv |
| - Irvin Kershner – Star Wars V. rész – A Birodalom visszavág - Stanley Kubrick – Ragyogás - Ken Russell – Változó állapotok - Brian De Palma – Gyilkossághoz öltözve - Vernon Zimmerman – Fade to Black                                                                                                 | - William Peter Blatty – A kilencedik alakzat - Paddy Chayefsky (Sidney Aaron néven) – Változó állapotok - Lewis John Carlino – Feltámadás - John Sayles – Az aligátor - Leigh Brackett, Lawrence Kasdan – Star Wars V. rész – A Birodalom visszavág         |
| Legjobb filmzene | Legjobb jelmez |
| - John Barry – Valahol, valamikor - Pino Donaggio – Gyilkossághoz öltözve - Béla Bartók – Ragyogás - John Williams – Star Wars V. rész – A Birodalom visszavág - Maurice Jarre – Feltámadás | - Jean-Pierre Dorléac – Valahol, valamikor - Doris Lynn – Fade to Black - John Mollo – Star Wars V. rész – A Birodalom visszavág - Danilo Donati – Flash Gordon - Durinda Wood – Csata a csillagokon túl                                                     |
| Legjobb smink | Legjobb különleges effektek |
| - Dick Smith – Változó állapotok és Agyfürkészők - Sue Dolph, Steve Neill, Rick Stratton, Mike La Valley – Csata a csillagokon túl - Rob Bottin, Rick Baker – Az üvöltés - Colin Booker – Fade to Black - Giannetto De Rossi – Zombie                                                                   | - Brian Johnson, Richard Edlund – Star Wars V. rész – A Birodalom visszavág - Chuck Comisky – Csata a csillagokon túl - Richard Albain, Tommy Lee Wallace, James F. Liles – A köd - Dave Allen, Peter Kuran – Az üvöltés - Gary Zeller – Agyfürkészők        |

### Különdíj
- Golden Scroll of Merit - Sybil Danning – Csata a csillagokon túl
- A legkiemelkedőbb film - Harlequin
- Életműdíj - John Agar
- Executive Achievement Award - Charles Couch
- Service Award - Natalie Harris
- Legjobb új híresség – Sam J. Jones

## Fordítás
- Ez a szócikk részben vagy egészben  a(z)   8th Saturn Awards című angol Wikipédia-szócikk fordításán alapul.  Az eredeti cikk szerkesztőit annak laptörténete sorolja fel. Ez a jelzés csupán a megfogalmazás eredetét és a szerzői jogokat jelzi, nem szolgál a cikkben szereplő információk forrásmegjelöléseként.